# Monte San Petrone
Il Monte San Petrone (o Monte S. Pietro; in corso Monte San Pedrone) è un monte e un massiccio scistoso della Corsica nordorientale.

## Caratteristiche
Il monte è alto 1766 m s.l.m. e costituisce parte del confine orientale della regione della Castagniccia. Le sue pendici occidentali sono coperte di castagneti, mentre sotto la vetta si estende una faggeta. Dalla vetta, raggiungibile fra l'altro da Piedicroce in circa 2h30m di cammino, si può ammirare uno dei panorami più celebrati dell'isola, spaziante dal Capo Corso con Bastia alle isole dell'arcipelago toscano, dal Nebbio e la Balagna ai massicci della Corsica centrale.

### Il massiccio
Il massiccio comprende anche le seguenti vette:
- Monte Sant'Angelo (1218 m) a nord; esso domina le microregioni della Casinca a nordest, del Casacconi a nordovest e dell'Ampugnani a sud;
- Monte Olmelli (1285 m) a est; domina le microregioni di Moriani e dell'Orezza;
- Monte Negrine (1133 m) e Castellu d'Osari (1109 m), cime della microregione del Campoloro;
- Monte Piano Maggiore (1581 m) a ovest, dominante le microregioni di Vallerustie a nord, del Bozio a sud e del Talcini a ovest;
- Punta di Caldane (1724 m) e Cima di Calleruccio (1731 m) a sudovest, le quali dominano le microregioni del Bozio a ovest, dell'Alesani a est e della Serra a sud;
- Monte Sant'Appiano (1093 m) all'estremo sudest; esso domina la microregione del Verde;
- Punta Cervio (1189 m) all'estremo sud; essa domina la microregione del Gaggio.